# Alice Pasco
Pour les articles homonymes, voir Pasco.
 (avril 2017).
Alice Pasco, née au Faven à Saint-Gérand le 12 avril 1926 et morte à Pontivy le 8 juillet 2013, est une peintre et écrivaine française.

## Biographie
Alice Pasco est la fille de Jean Pasco, un entrepreneur en bâtiment qui avait servi dans le Génie colonial en Tunisie, au Maroc et en Côte d'Ivoire sous les ordres de Lyautey. Sa famille s'installe à Pontivy ou  elle fera ses études au lycée, puis à l'Institution Jeanne d'Arc. Elle commence à peindre en 1940 et ses parents l'inscrivent à l'école des beaux-arts de Rennes, puis elle se rend à Paris pour se perfectionner à l'École des beaux-arts de Paris de 1945 à 1948 dans les ateliers de Pierre-Henri Ducos de La Haille (1889-1972) pour la fresque et d'Eugène Narbonne (1885-1966) pour le dessin et la peinture de chevalet.
Elle devient sociétaire du Salon des artistes français en 1950.
Alice Pasco avait son atelier et sa galerie au 10, rue Carnot à Pontivy. Cette commune a donné son nom à une de ses rues.

## Œuvres dans les collections
- Carnac, chapelle Saint-Michel et hôtel du Tumulus Saint-Michel : série de peintures murales dont six peintures, dont Création du monde terrestre ; Naissance ; L'Humanité ; Les Constructeurs mégalithiques ; Carnac aujourd'hui vers le fond de la chapelle, La Jérusalem céleste ; Et si tous les gars du monde au chevet, La Rédemption et Les Bretons en Armorique sur les côtés.
- Daoulas, église Notre-Dame : Chemin de croix, 1951, peinture sur bois.
- Kaunas, Fondation Alexandre Vassiliev : Portrait d'homme[4].
- Pluméliau, hôtel de ville, salle des mariages : Noce bretonne, 1978, peinture murale.
- Pontivy :
  - collège Charles-Langlais : Frise historique, 1965, décor mural de la salle de séjour du collège.
  - lycée Joseph-Loth, chapelle : Chemin de croix
  - mairie : L'Avenir, huile sur toile, dépôt du conseil départemental du Morbihan.
  - non localisé : Portait d'Émile Masson, huile sur toile, commande de la ville en 2001.

## Publications
- Théophile bardique, 1978, 34 p.
- Salaün, le Folgoët, 1982.
- Salomon roi de Bretagne, 1983.

## Salons
- Salon d'hiver de 1947 : Portait de Jean Pasco ; Crucifixion.
- Salon des artistes français de 1948 et 1950.

## Expositions
- 2001 : château de Pontivy, L'art et la pensée.
- 2013 : musée du Faouët, Femmes peintres en Bretagne, du 29 juin au 13 octobre, deux panneaux de l'ancien décor mural du collège Chales-Langlais de Pontivy.
- 2016 : du 8 juillet au 18 septembre, église Saint-Joseph de Pontivy, exposition organisée par le Lions Clubs et les élèves d'Histoire de l'Art du lycée Joseph Loth, sélection de 70 œuvres ainsi que des panneaux de la fresque destinée au collège Charles-Langlais.
- [Quand ?] : Asnières-sur-Seine, galerie Benoît Donon, La Vallée de Poulanou.

## Récompenses et distinctions
- Prix James Bertrand.
- Médaille de bronze à l'Exposition internationale de Lyon.
- Médaille de vermeil au bilan de l'art contemporain à New York.
- Médaille d'or de l'Académie Léonard de Vinci de Rome.
- Diplôme d'honneur de la Société Albrecht Dürer.
- Médaille de la Ville de Pontivy en 2001.
- Médaille d'or des Arts-Sciences-Lettres.
- Chevalier des Palmes académiques.